# Vittorio Tur
Vittorio Tur (Liorna, 30 de març de 1882 - Roma , 22 d'octubre de 1969) va ser un almirall italià, que es va distingir especialment durant la Guerra d'Etiòpia, on va ser comandant de la Divisió Naval a l'Àfrica Oriental Italiana, i després durant la Guerra Civil espanyola al comandament de la VII Divisió Naval. Durant la Segona Guerra Mundial va estar al comandament de la Força Naval Especial (FNS), una unitat creada amb el propòsit de dur a terme operacions amfíbies, participant en la preparació de l'operació C3, mai duta a terme, i després en el desembarcament i ocupació de Còrsega (Operació Anton).

## Biografia
Va néixer a Liorna el 30 de març de 1882, fill de Carlo i Ada Dolci. Havent-se enrolat a la Regia Marina, el 1897 va començar a assistir a la Reial Acadèmia Naval, amb seu a la seva ciutat natal, marxant el 1901 amb el grau de guardiamarina.
Entre 1902 i 1904 participà en el creuer de circumnavegació de l'ariet torpedinera Calabria, després del qual fou embarcat durant uns anys en vaixells més grans i participà, el 1907-1908, en una campanya hidrogràfica de l'avis Staffetta en aigües africanes. Ascendit a tinent de navili el 1908, el 1911-1912 va participar en la guerra italo-turca a bord del cuirassat Sicilia.
Quan el Regne d'Itàlia va entrar a la Primera Guerra Mundial, el 24 de maig de 1915, va ocupar el càrrec de segon al comandament del destructor Irrequieto; al cap de poc temps va tenir les seves primeres assignacions de comandament, en vaixells torpediners a l'Alt Adriàtic. Per una acció amb un torpedinera a la costa de Pula, se li va concedir una Medalla de Bronze al Valor Militar. El juny de 1917 va ser ascendit a tinent comandant, i el març de 1918 va ser assignat al comandament del Batalló "Caorle" del Regiment de la Marina, desplegat al front del Piave. Al comandament del Batalló "Caorle" va participar en la batalla del Solstici i la batalla de Vittorio Veneto, rebent dues medalles de plata al valor militar i una altra medalla de bronze per les seves accions.
Després del conflicte, encara al comandament del "Caorle", va ser estacionat inicialment a Pola, mentre que el 1919 se li va confiar el comandament del destructor Palestro, que va ocupar durant dos anys. Ascendit a capità de fragata el 1922, en els anys següents va alternar breus assignacions a terra a La Spezia (a l'Arsenale i a la Direcció de Torpedes i Municions) amb els comandaments dels destructors Impavido i Generale Achille Papa i els seus esquadrons. El 1928 va ser ascendit a capità de navili i nomenat comandant de les Escoles C.R.E.M. de Pola, càrrec que va deixar l'any següent; el 1934-1935, ascendit a contraalmirall , ocupà el càrrec de comandant superior del C.R.E.M.
Durant el 1935 esdevingué almirall de divisió i rebé el comandament de la Divisió Naval a l'Àfrica Oriental Italiana, issant la seva bandera al creuer lleuger Bari; en aquest paper, va ser desplegat a l'Àfrica oriental durant la guerra d'Etiòpia (del 5 de desembre de 1935 al 14 d'agost de 1936). El setembre de 1936, esdevingut comandant de la VII Divisió Naval (amb bandera al creuer lleuger Eugenio di Savoia), participà en les operacions navals vinculades a la Guerra Civil Espanyola . En el període de dos anys 1937-1939 va tornar a ser el Comandant Suprem del C.R.E.M., mentre que el 1939 va esdevenir el Comandant Militar Marítim Autònom de l'Alt Adriàtic.
Quan Itàlia va entrar a la Segona Guerra Mundial el 10 de juny de 1940, va ocupar el càrrec de comandant naval de Durazzo, Albània. L'octubre de 1940 va ser ascendit a almirall d'esquadra i va rebre el comandament de la Força Naval Especial (FNS), una unitat creada amb el propòsit de dur a terme operacions amfíbies . El FNS estava format pels creuers lleugers Bari i Taranto, els destructors Carlo Mirabello i Augusto Riboty, els vaixells torpediners torpedinera Antares , Altair, Aretusa, Andromeda, Angelo Bassini, Nicola Fabrizi i Giacomo Medici i els vaixells de desembarcament Sesia , Tirso i Tirso; la seva tasca inicial hauria estat la invasió i ocupació de l'illa grega de Corfú, que es duria a erme el 28 d'octubre de 1940, coincidint amb la invasió de Grècia. El mal temps, però, va obligar a ajornar l'operació uns quants dies, fins que el progrés desfavorable de les operacions en sòl grec va fer que el desembarcament a Corfú fos cancel·lat per tal de desviar les tropes cap al front terrestre greco-albanès.
Entre el 29 d'abril i el 4 de maig de 1941, arran de l'enfonsament de Grècia arran de la intervenció alemanya, la Força Naval Especial va procedir a l'ocupació de les illes Jòniques.
El 1942, la Força Naval Especial va tenir l’encàrrec de realitzar l'operació C3, la conquesta planificada de Malta: segons els plans, 19 vaixells de transport, 270 llanxes de desembarcament i al voltant de cinquanta vaixells, escortats per una trentena de torpedineres, havien de desembarcar un total de 62.000 homes (a més de 1.600 vehicles i 700 peces d’artilleria) a les costes de l’illa. L'almirall Tur havia de dirigir l'operació; per dur a terme el desembarcament (el primer dia s'havien de desembarcar 35.000 homes, seguits d'altres 25.000 els dies següents), la Força Naval Especial es va reforçar amb l'assignació de barcasses a motor, llanxes a motor de classe ML, bragozzi, vaixells de vela a motor i vaixells de vapor de llacuna convertits en ferris de desembarcament i diversos minadors. A la primera meitat de 1942 la Força Naval Especial, concentrada a Livorna , es va entrenar en operacions de desembarcament al llarg de les costes de la Toscana, que tenien una conformació rocosa semblant a la de Malta; però el juliol de 1942, després del progrés favorable de les operacions terrestres al front libio-egipci, l'operació C3 va ser cancel·lada.
L'11 de novembre de 1942, la Força Naval Especial (146 efectius en total de diversos tipus), sota el seu comandament, va abandonar el port de Livorna i va desembarcar a Bastia, Ajaccio, Porto Vecchio i Santa Maura les tropes italianes encarregades de l'ocupació de Còrsega durant l'operació Anton, l'ocupació italoalemanya de la França de Vichy. El desembarcament (realitzat amb part dels homes i recursos destinats a la invasió de Malta), que no va trobar l'oposició de les modestes forces de Vichy presents allà, es va completar sense problemes, i l'illa va ser fàcilment ocupada.>
El gener de 1943 va ser nomenat Comandant Militar Marítim a França, amb seu a Toló, mentre que al maig va passar al comandament del Departament Militar Marítim del Baix Tirrè, amb seu a Nàpols, càrrec que va ocupar fins al 8 d'agost del mateix any.
Quan es va anunciar l'armistici de Cassibile, el 8 de setembre de 1943, es trobava a Roma ; després de l'ocupació alemanya del centre i el nord d'Itàlia va romandre en territori ocupat per les forces alemanyes, però es va negar a col·laborar amb les seves autoritats o a unir-se a la República Social Italiana. El 30 de març de 1945 fou enviat a l'auxiliar perquè havia arribat al límit d'edat, però fou reincorporat al servei fins al 15 de juliol del mateix any.
Va morir a Roma el 22 d'octubre de 1969.

## Pubblicacions
- Con i marinai d'Italia : da Bastia a Tolone : 11 novembre 1942-23 maggio 1943, L'Arnia, Roma, 1948.
- Plancia Ammiraglio Vol.1, Ediz. Moderne, Roma, 1958.
- Plancia Ammiraglio Vol.2, Ediz. Moderne, Roma, 1960.
- Plancia Ammiraglio Vol.3, Ediz. Canesi, Roma, 1963.
- La Guerra 1915 - '18 Commemorazione Cinquantenaria, con Ugo d'Andrea, Enzo Avallone e Roberto Lucifero, Volpe Editore, Roma, 1967.

## Dates de promoció
Ammiraglio di squadra - 1940
 Contrammiraglio –1935
 Capitano di vascello – 1928
 Capitano di fregata – 1922
 Capitano di corvetta - 1917
 Tenente di vascello – 1908
 Guardiamarina – 1901

## Condecoracions
Oficial de l'Orde militar de Savoia - 7 d'octubre de 1937
 Cavaller de l'Orde militar de Savoia - 24 de desembre de 1942
 Medalla de Plata al Valor Militar – 16 de febrer de 1919.
 Medalla de Plata al Valor Militar – 20 d'octubre de 1918
 Medalla de Plata al Valor Militar – 12 d'abril de 1946
 Medalla de Bronze al Valor Militar – 16 de maig de 1918
 Medalla de Bronze al Valor Militar – 16 de febrer de 1919
 Creu de Guerra al Valor Militar – 1 d'abril de 1946
 Creu al Mèrit de Guerra
 Gran Oficial de l'orde de la Corona d'Itàlia – 27 d'octubre de 1935
 Gran Oficial del'orde colonial de l'Estrella d'Itàlia – 16 de juliol de 1937
 Comanador de l'orde de Sant Maurici i Sant Llàtzer
 Medalla commemorativa de la guerra italo-turca
 Medalla commemorativa de la guerra italoaustríaca 1915-1918 (4 anys de campanya)
 Medalla commemorativa de la Unitat d'Itàlia
 Medalla interaliada de la Victòria
 Medalla commemorativa de les operacions militars a l'Àfrica Oriental Italiana 1935-36
 Medalla commemorativa de la Campanya d'Espanya (1936-1939)
 Cavaller de 1a classe de l'orde de l'Espasa (Suècia) - 1921